# Seznam dílů seriálu Mrtví jako já
Toto je seznam dílů seriálu Mrtví jako já. Americký komediální televizní seriál Mrtví jako já měl premiéru na stanici Showtime. Každá epizoda trvá přibližně 40 až 45 minut (pilotní díl 71 minut) a obvykle zaznamenává dění jednoho dne. České názvy dílů jsou níže uvedeny podle verze vysílané Českou televizí.

## Přehled řad
| Řada | Díly | Premiéra v USA    | Premiéra v USA | Premiéra v ČR  | Premiéra v ČR   |
| Řada | Díly | První díl         | Poslední díl   | První díl      | Poslední díl    |
| ---- | ---- | ----------------- | -------------- | -------------- | --------------- |
| 1    | 14   | 27. června 2003   | 26. září 2003  | 11. února 2008 | 26. května 2008 |
| 2    | 15   | 25. července 2004 | 31. října 2004 | 2. června 2008 | 29. září 2008   |

## Seznam dílů

### První řada (2003)
| Č. v seriálu | Č. v řadě | Původní název       | Český název           | Režie                 | Scénář                                   | Premiéra v USA    | Premiéra v ČR   |
| ------------ | --------- | ------------------- | --------------------- | --------------------- | ---------------------------------------- | ----------------- | --------------- |
| 1            | 1         | Pilot               | Mrtví jako já         | Scott Winant          | Bryan Fuller                             | 27. června 2003   | 11. února 2008  |
| 2            | 2         | Dead Girl Walking   | Živá mrtvá dívka      | Kevin Dowling         | Bryan Fuller                             | 4. července 2003  | 18. února 2008  |
| 3            | 3         | Curious George      | Zvědavá Georgia       | Peter Lauer           | Peter Ocko                               | 11. července 2003 | 25. února 2008  |
| 4            | 4         | Reapercussions      | Akce a reakce         | Peter Lauer           | Dan Fesman a Harry Victor                | 18. července 2003 | 3. března 2008  |
| 5            | 5         | Reaping Havoc       | Zmatek mezi Smrtonoši | James Marshall        | J. J. Philbin                            | 25. července 2003 | 10. března 2008 |
| 6            | 6         | My Room             | Můj pokoj             | David Grossman        | Dan Fesman a Harry Victor                | 1. srpna 2003     | 17. března 2008 |
| 7            | 7         | Reaper Madness      | Šílenství Smrtonošů   | Robert Duncan McNeill | Tom Spezialy                             | 8. srpna 2003     | 24. března 2008 |
| 8            | 8         | A Cook              | Kuchař                | Kevin Dowling         | John Masius a Stephen Godchaux           | 15. srpna 2003    | 31. března 2008 |
| 9            | 9         | Sunday Mornings     | Nedělní rána          | Peter Lauer           | Peter Ocko                               | 22. srpna 2003    | 7. dubna 2008   |
| 10           | 10        | Business Unfinished | Nedokončená práce     | David Straiton        | Dan Fesman, Harry Victor a J. J. Philbin | 29. srpna 2003    | 21. dubna 2008  |
| 11           | 11        | The Bicycle Thief   | Zloděj kol            | Peter Lauer           | Paul Lieberstein                         | 5. září 2003      | 28. dubna 2008  |
| 12           | 12        | Nighthawks          | Noční ptáci           | James Whitmore, Jr.   | Stephen Godchaux a Bridget Carpenter     | 12. září 2003     | 5. května 2008  |
| 13           | 13        | Vacation            | Prázdniny             | David Grossman        | Peter Ocko                               | 19. září 2003     | 19. května 2008 |
| 14           | 14        | Rest in Peace       | Odpočívej v pokoji    | Helen Shaver          | John Masius a Stephen Godchaux           | 26. září 2003     | 26. května 2008 |

### Druhá řada (2004)
| Č. v seriálu | Č. v řadě | Původní název     | Český název        | Režie                 | Scénář                                                                             | Premiéra v USA    | Premiéra v ČR     |
| ------------ | --------- | ----------------- | ------------------ | --------------------- | ---------------------------------------------------------------------------------- | ----------------- | ----------------- |
| 15           | 1         | Send in the Clown | Čekání na klauna   | James Whitmore, Jr.   | námět: John Masius a Stephen Godchaux scénář: Stephen Godchaux                     | 25. července 2004 | 2. června 2008    |
| 16           | 2         | The Ledger        | Účetní rovnováha   | Jeff Woolnough        | Stephen Godchaux a Bridget Carpenter                                               | 1. srpna 2004     | 9. června 2008    |
| 17           | 3         | Ghost Story       | Strašidelný příběh | Milan Cheylov         | Stephen Godchaux a Annie Weisman                                                   | 8. srpna 2004     | 23. června 2008   |
| 18           | 4         | The Shallow End   | Mělčina            | Sarah Pia Anderson    | Stephen Godchaux a Karl Gajdusek                                                   | 15. srpna 2004    | 30. června 2008   |
| 19           | 5         | Hurry             | Pospěš!            | Robert Duncan McNeill | Stephen Godchaux a Bridget Carpenter                                               | 22. srpna 2004    | 7. července 2008  |
| 20           | 6         | In Escrow         | Dům na prodej      | Steve Beers           | Stephen Godchaux a Annie Weisman                                                   | 29. srpna 2004    | 14. července 2008 |
| 21           | 7         | Rites of Passage  | Přechodové rituály | James Whitmore, Jr.   | Stephen Godchaux a Karl Gajdusek                                                   | 5. září 2004      | 21. července 2008 |
| 22           | 8         | The Escape Artist | O vlásek           | David Grossman        | Bridget Carpenter                                                                  | 12. září 2004     | 28. července 2008 |
| 23           | 9         | Be Still My Heart | Utiš se, mé srdce  | Tony Westman          | Annie Weisman                                                                      | 19. září 2004     | 4. srpna 2008     |
| 24           | 10        | Death Defying     | Smrti navzdory     | David Grossman        | Karl Gajdusek                                                                      | 26. září 2004     | 25. srpna 2008    |
| 25           | 11        | Ashes to Ashes    | V prach se obracíš | Michael Fresco        | Mona Mansour a Anna C. Miller                                                      | 3. října 2004     | 1. září 2008      |
| 26           | 12        | Forget Me Not     | Nezapomeň na mě    | Brad Turner           | námět: Hohn Masius a Stephen Godchaux scénář: Stephen Godchaux a Bridget Carpenter | 10. října 2004    | 8. září 2008      |
| 27           | 13        | Last Call         | Poslední výzva     | Steve Beers           | námět: John Masius a Stephen Godchaux scénář: Stephen Godchaux a Annie Weisman     | 17. října 2004    | 15. září 2008     |
| 28           | 14        | Always            | Pořád              | Sarah Pia Anderson    | námět: John Masius a Stephen Godchaux scénář: Stephen Godchaux a Karl Gajdusek     | 24. října 2004    | 22. září 2008     |
| 29           | 15        | Haunted           | Halloween          | James Whitmore, Jr.   | John Masius a Stephen Godchaux                                                     | 31. října 2004    | 29. září 2008     |